# Метод бисопряжённых градиентов
Метод бисопряжённых градиентов (англ. Biconjugate gradient method, BiCG) — итерационный численный метод решения СЛАУ крыловского типа. Является обобщением метода сопряжённых градиентов.

## Постановка задачи
Пусть дана система линейных алгебраических уравнений вида: {\displaystyle Ax=b}. В отличие от МСГ на матрицу не накладывается условие самосопряжённости, то есть возможно, что {\displaystyle A\neq A^{*}}. Для действительной матрицы это означает, что матрица может быть несимметричной.

## Алгоритм для действительных матриц
Подготовка перед итерационным процессом
1. Выберем начальное приближение {\displaystyle x^{0}}
2. {\displaystyle r^{0}=b-Ax^{0}}
3. {\displaystyle p^{0}=r^{0}}
4. {\displaystyle z^{0}=r^{0}}
5. {\displaystyle s^{0}=r^{0}}

{\displaystyle k}-я итерация метода
1. {\displaystyle \alpha _{k}={\frac {(p^{k-1},r^{k-1})}{(s^{k-1},Az^{k-1})}}}
2. {\displaystyle x^{k}=x^{k-1}+\alpha _{k}z^{k-1}}
3. {\displaystyle r^{k}=r^{k-1}-\alpha _{k}Az^{k-1}}
4. {\displaystyle p^{k}=p^{k-1}-\alpha _{k}A^{T}s^{k-1}}
5. {\displaystyle \beta _{k}={\frac {(p^{k},r^{k})}{(p^{k-1},r^{k-1})}}}
6. {\displaystyle z^{k}=r^{k}+\beta _{k}z^{k-1}}
7. {\displaystyle s^{k}=p^{k}+\beta _{k}s^{k-1}}

Критерий остановки итерационного процесса
Остановка может происходить по числу итераций, по невязке, по отличию приближений и так далее. Поскольку метод является неустойчивым, то при его использовании дополнительно следует ограничивать сверху число итераций.

## Алгоритм для предобусловленной системы
Пусть дана предобусловленная система {\displaystyle M^{-1}AP^{-1}x=M^{-1}b}
Подготовка перед итерационным процессом
1. Выберем начальное приближение {\displaystyle x^{0}}
2. {\displaystyle {\widetilde {x}}^{0}=P^{-1}x^{0}}
3. {\displaystyle r^{0}=M^{-1}\left(b-A{\widetilde {x}}^{0}\right)}
4. {\displaystyle p^{0}=r^{0}}
5. {\displaystyle z^{0}=r^{0}}
6. {\displaystyle s^{0}=r^{0}}

{\displaystyle k}-я итерация метода
1. {\displaystyle \alpha _{k}={\frac {(p^{k-1},r^{k-1})}{(s^{k-1},M^{-1}AP^{-1}z^{k-1})}}}
2. {\displaystyle {\widetilde {x}}^{k}={\widetilde {x}}^{k-1}+\alpha _{k}z^{k-1}}
3. {\displaystyle r^{k}=r^{k-1}-\alpha _{k}M^{-1}AP^{-1}z^{k-1}}
4. {\displaystyle p^{k}=p^{k-1}-\alpha _{k}P^{-T}A^{T}M^{-T}s^{k-1}}[2]
5. {\displaystyle \beta _{k}={\frac {(p^{k},r^{k})}{(p^{k-1},r^{k-1})}}}
6. {\displaystyle z^{k}=r^{k}+\beta _{k}z^{k-1}}
7. {\displaystyle s^{k}=p^{k}+\beta _{k}s^{k-1}}

После итерационного процесса
1. {\displaystyle x^{*}=P{\widetilde {x}}^{m}}, где {\displaystyle x^{*}} — приближенное решение системы, {\displaystyle {\widetilde {x}}^{m}} — решение предобусловленной системы на последней итерации.

Критерий остановки итерационного процесса
Остановка может происходить по числу итераций, по невязке, по отличию приближений и так далее. Поскольку метод является неустойчивым, то при его использовании дополнительно следует ограничивать сверху число итераций.

## Особенности и модификации метода
BiCG является неустойчивым методом, поэтому для решения реальных задач его используют редко. Чаще используют его модификацию — стабилизированный метод бисопряжённых градиентов.